# Paul von Roth
Paul Rudolf von Roth (født 11. juli 1820 i Nürnberg, død 28. marts 1892 i München) var en tysk retslærd, søn af Friedrich von Roth.
Von Roth, der først virkede i praksis, blev dr.jur. i 1848 — Ueber die Entstehung der Lex Bajuvarorum —, privatdocent samme år i München, 1850 ekstraordinær professor i Marburg, 1853 ordentlig professor i Rostock, 1857 i Kiel, 1863 i München, hvor han tillige fra 1866 var overbibliotekar ved universitetsbiblioteket. Som forfatter udmærkede von Roth sig ved stor energi og selvstændighed; i sin første forfatterperiode sysselsatte han sig med retshistorien, Die Krongutsverleihungen unter dem Merovingern (1848), Feudalität und Unterthanenverband (1863) og mange andre arbejder, og hans retshistoriske hovedværk Geschichte des Beneficialwesens von den ältesten Zeiten bis ins zehnte Jahrhundert (1850) danner udgangspunktet for den senere videnskabelige behandling af tysk forfatningshistorie. Med Adolf August Friedrich Rudorff, sin fætter Johannes Merkel, Hugo Böhlau og Georg Bruns stiftede von Roth 1861 fagtidsskriftet Zeitschrift für Rechtsgeschichte.
Overgangen til von Roths dogmatiske arbejder dannes af den af ham sammen med Heinrich Merck udgivne Quellensammlung zum deutschen öffentlichen Recht seit 1848 (I 1850, II 1852), der efterfulgtes af hans og Viktor von Meiboms Kurhessisches Privatrecht (I 1857—58), Mecklenburgisches Leihenrecht (1858), den banebrydende afhandling Ueber Gütereinheit und Gütergemeinschaft (1859), Bayrisches Civilrecht (I—III 1871, 1872 og 1875, 2. oplag 1881—99), System des Deutschen Privatrechts (I—III 1880—86) foruden en række afhandlinger, anmeldelser og lignende. I 1874 blev von Roth, der teoretisk set havde udtalt sig imod kodifikationer, medlem af kommissionen til udarbejdelsen af en borgerlig lovbog for Tyskland, men spillede ingen fremtrædende rolle deri.